# Columbia (Carolina del Nord)
Columbia è una città degli Stati Uniti d'America situata nella Carolina del Nord, nella Contea di Tyrrell, della quale è anche il capoluogo.